# Mamie Ilela
 (novembre 2020).
Mamie Ilela, née à Bokote dans l'Équateur, est une journaliste et chroniqueuse de la musique congolaise à la Radio Télévision nationale congolaise (RTNC).

## Biographie
Fille de Louis Ilela et de Marie-Thérèse Boluka, après avoir obtenu son diplôme de graduation en premier cycle en journalisme à l’Institut des Sciences et Techniques de l'information (ISTI), c'est à la télévision nationale où elle a effectué son stage professionnel qu'elle est retenue, dans un premier temps, comme collaboratrice extérieure. 
Elle est considérée comme une référence de la chronique musicale en République Démocratique du Congo.

## Carrière
À la Radio Télévision Nationale Congolaise (RTNC), elle présente l'émission Karibu Variétés.
En 2023, le conseil d’administration de la Radio Télévision Nationale Congolaise (RTNC) nomme Mamie Ilela directrice des informations en langue TV.
En 2024, le premier Prix Séné Mongaba des littératures et des sciences en langues congolaises est attribué à la journaliste Mamie Ilela,.